# 女性

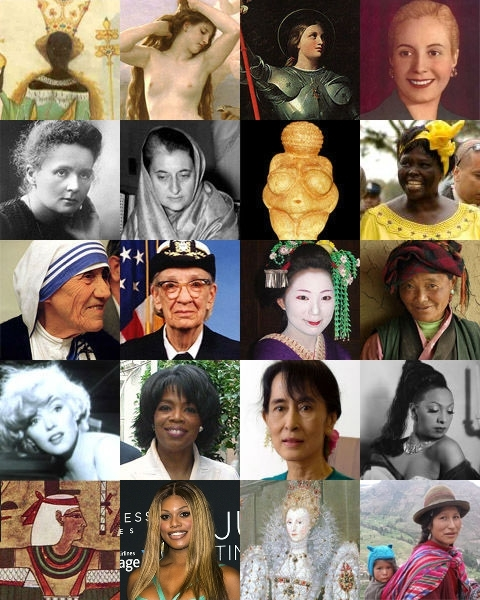
女性

女性，是指雌性的人類。女性這個名詞可以用來表示生物學上的性別劃分，同時亦可指社會認定或自我認同的性別角色，一般只適用於稱呼人類，其他生物通常說是「雌性」或「母」。
大部分生理女性的基因組中包括兩個X染色體，分別來自父親和母親，但少部份女性有一個或三個X染色體。相較於男性胚胎，女性胚胎會分泌較多雌激素，較少雄激素。而性類固醇量的相對差異是造成女性和男性生理學差異的主要原因。在青春期時，荷爾蒙會刺激身體分泌雌激素，造成第二性徵的發展，因此兩性會有更明顯的差異。
「女人」有時不等於女性，是專指女性成年人與男人相對。「女孩」是年輕未成年的女性，或者剛成年的年輕女性。「女生」傳統意義為「女性學生」，現在則可泛指年輕女性。

## 生物學與性別

人類女性生殖系統

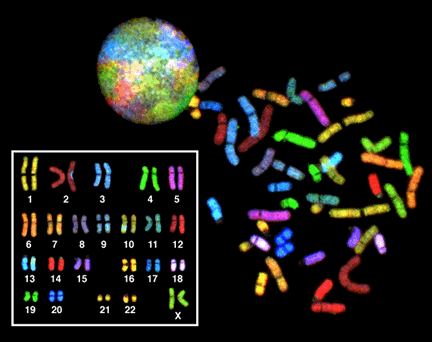
人類女性的基因核型

在生物學上，女性的性器官是指其生殖系統，而第二性徵則是指和養育嬰孩或（在某些文化中）吸引異性有關的部位。卵巢會產生女性的生殖細胞，稱為卵子，和男性產生的精子受精後，可以成長形成獨立的生物體。子宮是受精卵成長的環境，可以保護受精卵並提供養份，當分娩時子宮會收縮，產出嬰兒。陰道是精子進入子宮的通道，也是嬰兒出生的通道。乳房有乳腺，在嬰兒誕生後可以分泌乳汁，是哺乳類動物不同於其他動物的最大特徵。一般而言，成年女性的乳房都較其他哺乳類動物要大，其原因可能不是因為哺乳需要，有可能是性選擇後的結果。
在胚胎早期發育時，兩性的胚胎是一樣的（即性別中性）。若胚胎在有相當睪酮的環境下成長（一般是由於來自父親的Y染色體），會長成為男性，否則，會長成為女性。後者一般是由父親遺傳到X染色體，但也可能是父親提供了X染色體及Y染色體以外的染色體。在青春期時，雌二醇使女孩性成熟，並且發育第二性徵。
母親的荷爾蒙量以及化學物質（或藥物）可能會影響胎兒的第二性徵。大部份的女性染色體核型為46,XX，但有千分之一的機率會是47,XXX，有二千五百分之一的機率會是45,X。和46,XX相對的核型是XY，因此一般會用x染色體和Y染色體來識別女性及男性。由於人類的粒線體DNA只來自母親的卵子，因此基因學中的母系研究一般會以粒線體基因來分析。
與其他哺乳類動物不同，生物學上的因素並不是人類性別的決定性因素。有些女人先天性擁有非正常的荷爾蒙或染色體狀況（比如先天性腎上腺增生症或者雙性人），也有些人先天擁有通常女性荷爾蒙和染色體性狀，但因後天進行性別重塑手術而缺乏典型的女性生理特徵（跨性別男性）。出生時被認定為男性的人也可能會因為社會因素獲承認為女性。例如在香港，女性的定義以入境事務審裁處的身份證登記的性別記錄為準。而任何市民如進行性別重塑手術有責任向入境處申請更改性別紀錄。
雖然在出生時女嬰的數量會略少於男嬰（其比例約為1:1.05），但因為女性的平均壽命較長，因此超過六十歲的女性和男性比例約為（100:81）。女性的平均壽命一般要比男性要長，造成此現象的原因有幾個：基因（女性性染色體上的冗餘及多様的基因）、社會學（大多數國家的徵兵制只考慮男性）、健康有關的生活選擇（如自殺或是煙酒的使用）、雌二醇的影響（在停經前可以保護心臟）及雄激素對男性的影響。在世界總人口中，男女比例約為101.3:100。

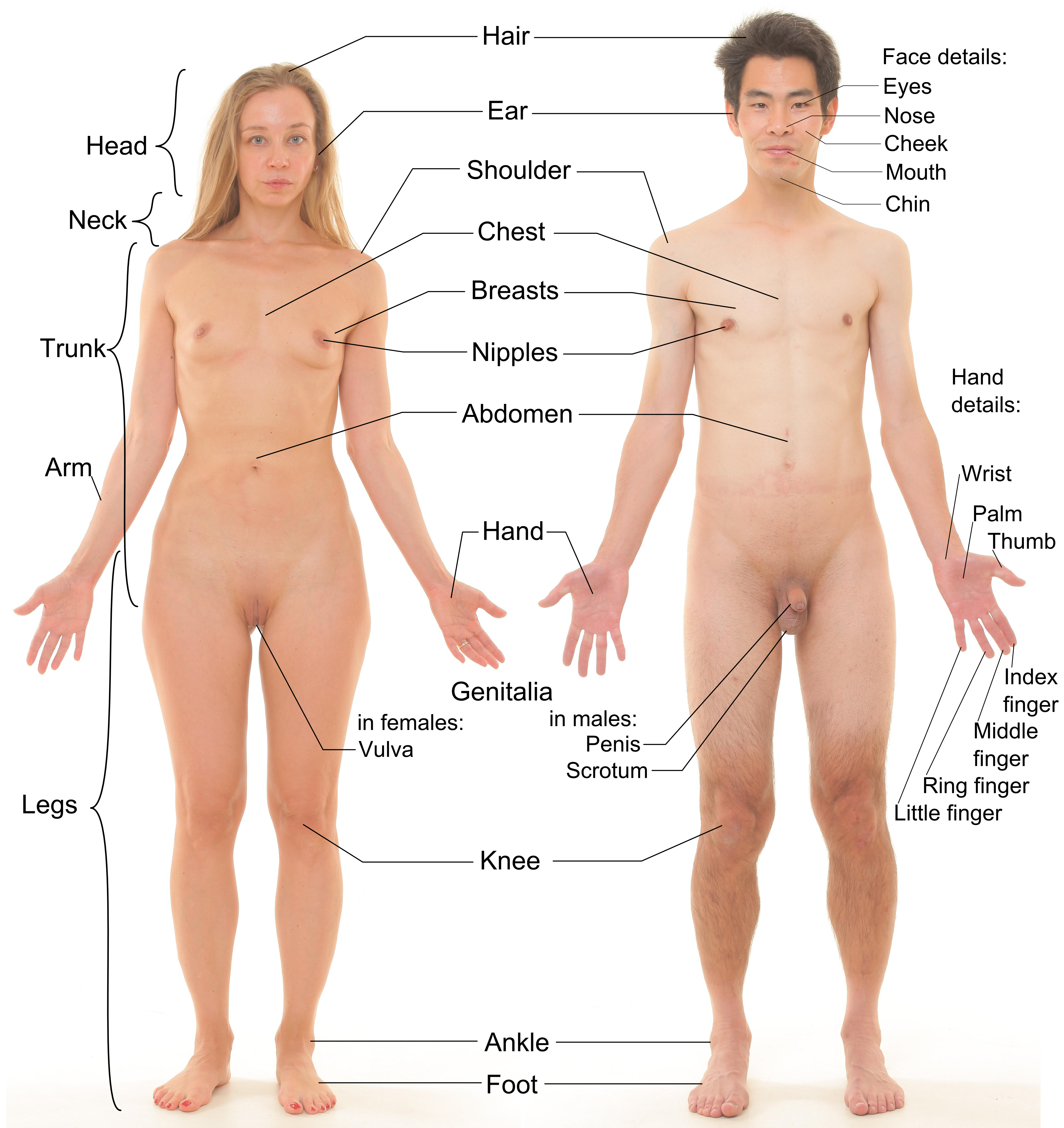
女性和男性的正面照片

女孩的身體在青春期時會有逐漸的變化。青春期是一個身體變化的過程，由小孩的身體成長為成人的身體，可以進行有性生殖使卵子受精。青春期是由大腦產生給生殖腺的荷爾蒙信號所引發，生殖腺因而產生荷爾蒙，激起性衝動以及大腦、骨骼、肌肉、血液、皮膚、頭髮、胸及性器官的成長。在青春期的前半，身高及體重的成長會加速，青春期結束時就已經具有成人的體格。在生殖能力成熟之前，青春期前男孩和女孩的身體差異只有生殖器官。青春期一般會是在十歲到十六歲之間，但時間因人而異。女孩青春期的重要事件是初潮，也就是月經的開始，約在十二歲到十三歲。
大部份女性會在青春期有初潮，之後身體的發育已經可以懷孕及分娩。懷孕及分娩一般是需要透過性交使精子和卵子在女性體內受精，不過也可能是用人工受精或是用手術方式植入現有的胚胎（參見生殖技術）有關女性生殖系統及性器官的醫學稱為婦科學。

### 跨性別女性
出生性別和長大後對自己的性別認同不一定相同。跨性別女性在出生時被視為男性，或是有男性的身體，但其性別認同為女性。有關此議題有許多不同的社會、法律及個人的定義。
同時具有男性及女性生理或基因特徵的雙性人，可能需要用其他方式確認其性別。嬰兒出生時，會依其生殖器官而賦與一個性別，有時即使嬰兒有XX染色體，但出生時有陰莖，可能會視為男嬰。一個帶有男性基因的胎兒會先發展出女性的性器官，直到Y染色體上的性別決定基因（簡稱SRY）將男性的性徵打開，胎兒的睪丸才開始成長及分泌睪固酮。
雖然子宮內部正常情况下雄性激素与雌性激素的相对多少会因为胚胎性别的不同而不同，这是一般人的性别认同会合乎其生理性别的重要原因，不過決定跨性别者改变先天的生理性别，仍取決於遺傳基因、胚胎发育环境、心理學、家庭教育、社會环境等多種因素。目前主流认为遺傳基因、胚胎发育环境占主要因素。有研究认为，跨性别的大脑结构与顺性别女性的接近。跨性别女性往往在幼年或青春期的時侯已表現对女性性别身份的认同。例如，她们会偏好女性形象，生活方式，装扮，等等。她们也有可能会厌恶自身的男性特征，甚者会感到绝望和自杀。部分跨性別女性會選擇變性，有的会做性别重置手术。有的跨性别女性会撰写自傳以講述自己的想法与經歷。

## 健康
在病理學上，除了感染性疾病女性免疫力较高外，大部份病男女感染機率相若。但有一些健康議題特別和女性有關，由於性激素的影響，有一些疾病是女性較容易患上的，如紅斑性狼瘡、類風濕性關節炎。而有些伴性疾病較常出現在女性身上，甚至是只發生在女性身上，例如乳癌、子宮頸癌、卵巢癌等。同一種疾病，女性和男性的症狀可能不同，對於醫療後的反應也可能有所不同，這個領域的醫學研究稱為伴性醫學。女性因為有兩條X染色體，較不容易得到性聯遺傳疾病，如紅綠色盲、血友病或蠶豆症等。
世界衛生組織對於孕產婦死亡的定義是「孕產婦在孕期中死亡，或是孕期結束的42天內死亡，不論其孕期的長短或懷孕的部位，包括任何和懷孕有關，或是分娩管理有關的原因，但不包括意外的原因。大約99%的孕產婦死亡都是來自開發中國家，其中超過半數都發生在撒哈拉以南非洲，將近三分之一發生在南亞。孕產婦死亡的主要原因是大量的出血（多半在嬰兒出生後）、感染（多半在嬰兒出生後）、妊娠毒血症、子癇、不安全的墮胎或是瘧疾或艾滋病分娩的併發症。大部份歐洲國家、澳洲、新加坡及日本的孕產婦死亡率都很低，比例最高的是撒哈拉以南非洲的國家。。

## 性別角色
女性是男異性戀、女同性戀、以及雙性戀者追求的對象。情慾本為物種繁衍的必經過程，中國最早的詩歌文學代表《詩經》首篇即歌詠「窈窕淑女，君子好逑。」（《詩經》〈關雎〉）意思是說：體態美好、氣質出眾的女子，是品德高尚男子的好伴侶。
社會上對女性的刻板印象包括柔弱、愛美、愛聊八卦、喜歡鉤心鬥角耍心機、拜金等等。但實際上就如所有的刻板印象一般，這些刻板印象未必有根據，像例如盡管人們常常說女生愛耍心機，且耍心機以及女生的關聯是刻板印象之一，但也有說法指出不能隨便認定特定性別的人更愛耍心機或更善於耍心機。

### 壓迫
在人類社會若干的文化中，歷史上女性一直是受輕視和壓制的一群。社會大部分的權力都集中在男性身上（亦即所謂父系社會或男性沙文主義），女性沒有得到應有尊重的身份、地位和權利。若干宗教均壓制女性。
在古老的中國，《禮記》等書籍包含很多生活方式的細節供百姓參考，三從四德是宋明開始的女子行為規範，受宋明理學的影響，讓女性承擔了過多苛刻的要求。宋代開始流行的纏足更讓女性無法自由行動。
依照猶太教和基督教《聖經》《創世紀》的說法：上帝創造了第一個男人亞當後，為了避免亞當寂寞，便取了亞當的一根肋骨，製造了他的伴侶——第一個女人夏娃。至此男人和女人結合，通過性行為繁衍後代，生生不息。女性擁有卵巢、子宮等孕育人類後代的器官，當男性和女性進行性行為後，受精卵在子宮著床，經過細胞有絲分裂的過程，發育成人類胎兒，女性經歷漫長的十月懷胎，胎兒在子宮中慢慢長大，最後，爬出狹窄的產道，脫離母體，切斷臍帶，成為完整的自然人。因此，女性的性別角色，很難輕易和母親的角色分離，十月懷胎的不便、分娩的痛楚，使她對孩子有一份極難切割的牽連。經歷懷孕也是男性和女性在生理上最大的不同之處。
在非洲和中東一些地區，女陰殘割讓女性無法享受性行為，並容易造成併發症。
伊斯蘭教教義則強調男女兩性應當按實體的表現功能給予不同的權利和權力，以保護男女兩性生理上賦予的生存尊嚴與精神尊嚴，例如：女性穆斯林或在伊斯蘭教國家的所有女性，出行服飾均遮蓋住頭髮、雙手和雙腿，甚至連臉孔和眼晴也蓋住，務求減少男性人員生慾念而使自身被侵犯的機會；另外在涉及女性人員被強暴的罪案審判中，每兩位女性證人的供證效力僅等於一位法人的供證效力，以減少女性人員因情緒較易動蕩而使供詞較易失準的機會。
自從20世紀女性主義抬頭後，以及社會價值觀的轉變，男性和女性的社會地位日趨平等，女性獲得更多平等機會，離婚率的增加，投入職場的女性愈來愈多，抱持不婚主義的女性也不在少數，女性的性別角色，在當今時代有著愈來愈多元的思維空間。在性別平等的角度，女人不應被視為男人的對立體，女人指的是『生理女性』，西蒙波娃就曾在《第二性》中說過「我們不是生來就是女人，我們學會成為女人。」意指女性在社會角色的不平等。社會的女性是社會建構出來。在近代的教育和女權分子的努力下，女性的社會權利在大多數國家已獲得基本上的保護和平等。性別平等在《联合国宪章》序言中与基本人权、人格尊严与价值、大小各国平等被并列重申。
對女性性客體化的研究及性別平等是當今社會的重要議題；而社會對「美女」的標準和宣傳，會對絕大多數的女性造成壓力。研究顯示，絕大多數（70%）的女性認為能代表自己的人物在日常圖像中並未得到充分的展現，且絕大多數的女性都認為自己感受到大眾媒體中「不真實的美」的標準所產生的壓力。另外，雖然游戏中的女性常常过于性感化，但这样的設計並不總是受歡迎，甚至部分男性也不歡迎此類的設計。一項於2020年進行、涵蓋2006名年紀超過16歲、橫跨英國與美國的游戏玩家的調查顯示，62%的女性玩家及50%的男性玩家認為遊戲的女性角色經常被過度性感化。

### 性暴力
在史書中，常有「姦淫」二字出現，性暴力一直是嚴重的社會問題，強姦及非禮的個案不計其數，因為男性和女性的生理天生不同，性暴力被認為是體現男性在性別角色優越於女性的權力。因此，主動侵犯對方的大多數是男性，因素有很多，包括因為生殖機會是一種很稀缺的資源，而強姦不必付出金錢，以及男性在向女性求偶時通常所需要的前戲時間。強姦可增加異性交媾的數量，以有更多機會產出自己血緣的後代。現在，很多國家都在強烈打擊性侵犯的行為，但還是常有性侵犯的個案發生。

## 延伸阅读
[在维基数据编辑]
 《欽定古今圖書集成·明倫彙編·家範典·女子部》，出自陈梦雷《古今圖書集成》

## 外部連結
- FemBio - Notable Women Internationall（页面存档备份，存于）